# Беридзе, Рамиз Исмаилович
Рамиз Исмаилович Беридзе (1923 год, село Степанашвилеби, Хулойский район, АССР Аджаристан, ССР Грузия — ?) — звеньевой колхоза имени Берия Хулойского района Аджарской АССР, Грузинская ССР. Герой Социалистического Труда (1948).

## Биография
Родился в 1923 году в крестьянской семье в селе Степанашвилеби Хулойской района (сегодня — Хулойский муниципалитет). После окончания местной начальной школы с конца 1930-х годов трудился рядовым колхозником в колхозе имени Берия Хулойского района. В годы Великой Отечественной войны был назначен звеньевым комсомольско-молодёжного полеводческого звена.
В 1947 году звено под его руководством собрало в среднем с каждого гектара по 72 центнера кукурузы на участке площадью 3 гектара. Указом Президиума Верховного Совета СССР от 21 февраля 1948 года удостоен звания Героя Социалистического Труда за «получение высоких урожаев кукурузы и пшеницы в 1947 году» с вручением ордена Ленина и золотой медали «Серп и Молот» (№ 884).
Этим же Указом званием Героя Социалистического Труда был награждён звеньевой соседнего колхоза имени III Интернационала Хулойского района Хасия Муртазович Ванадзе, звено которого соревновалось со звеном Рамиза Беридзе.
После выхода на пенсию проживал в родном селе Стапанашвилеби Хулойского района.